# Frank Scharl
Frank Scharl (* 24. Februar 1963) ist ein deutscher Regieassistent bei Film und Fernsehen, der auch als Beleuchter, Grip und Darsteller tätig war.

## Leben
Frank Scharl wurde in den 1980er Jahren beim Fernsehen als Beleuchter tätig, so wirkte er in den Serien Rette mich, wer kann und Kir Royal mit. Ende der 1980er wechselte er zum Grip, hier arbeitete er bei Moon 44, Der Bergdoktor oder Wildbach mit. Ab Mitte der 1990er Jahre wurde er schließlich als Regieassistent tätig. Zu seinen Mitwirkungen zählen Sieben Monde, Biikenbrennen – Der Fluch des Meeres, Tattoo und Das Jesus Video. In jenem Fernseh-Zweiteiler von 2002 wirkte er auch als Schauspieler des „Ryan“ mit.
Weitere Filme als Regieassistent waren Hui Buh – Das Schlossgespenst, Homevideo und Die Mitte der Welt sowie die Serie Um Himmels Willen.